# 小羅伯特·卡戴珊
羅伯特·亞瑟·卡戴珊（英語：Robert Arthur Kardashian，1987年3月17日—），簡稱「羅伯」（Rob），是美国的一位电视名人、商人及模特。曾参与多个真人秀的录制。他是卡戴珊家族中最低调的成员。
2016年1月与模特儿布蕾·查娜交往，同年4月订婚。2016年11月，查娜诞下一女。2017年2月，两人分手。